# Polysteganus coeruleopunctatus
Polysteganus coeruleopunctatus es una especie de peces de la familia Sparidae en el orden de los Perciformes.

## Morfología
• Los machos pueden llegar alcanzar los 60 cm de longitud total.

## Distribución geográfica
Se encuentra desde las  costas del Mar Rojo hasta el sur de KwaZulu-Natal (Sudáfrica) y Madagascar.